# Sitio de Saraqusta (781)
El asedio de Zaragoza de 781 formó parte del establecimiento por Abd-ar-Rahman I ad-Dàkhil de un emirato omeya independiente del Califato de Damasco en la península ibérica.

## Antecedentes
La escuadra de Abd al-Rahman ibn Habib al-Fihri, encargado por el califa de Damasco para parlamentar con Sulayman ibn Yaqdhan, sublevado contra el emir Abd-ar-Rahman I ad-Dàkhil y del que se quería el apoyo hacia Damasco, desembarcó a la Cora de Tudmir con el beneplácito de Atanagildo de Tudmir. Sin conseguir el apoyo, en su retirada la flota fue incendiado y sus fuerzas rodeadas en unas montañas cercanas a Balansiya. Mientras la cora perdía su estatus especial y el territorio fue ocupado por el éxodo de los omeyas.
Carlomagno, tras creer a los sajones definitivamente sometidos, aceptó la oferta de Sulayman ibn Yaqdhan, valí de Madinat Barshiluna y Abu Tawr, valí de Wasqa. Estos ofrecieron en la Dieta de Paderborn sus territorios a cambio de apoyo militar en una nueva revuelta contra Abd ar-Rahman I. Este golpe tenía como objetivo restaurar el poder del califato abbasí en al-Ándalus. Hussayn ibn Yahya al-Ansarí no estaba dispuesto a entregar Zaragoza a los francos y cuando Carlemagno llegó ante la ciudad el 778 se negó a abrir las puertas. En la retirada la retaguardia franca fue destruida en la batalla de Roncesvalles.
Finalmente Abd-ar-Rahman I ofreció a Hussayn ibn Yahya al-Ansarí el gobierno de Saraqusta y asesinó a Sulayman.

## El asedio
Dos años después de recibir el gobierno de Saraqusta, Hussayn ibn Yahya al-Ansarí rompió relaciones con el emir Abd-ar-Rahman I ad-Dàkhil y estableció una ciudad-estado independiente en la Marca Superior. Con la intención de mantener su importante frontera norte dentro de los dominios omeyas fue enviado en 781 un ejército comandado por Tsalaba ibn Obaid a Saraqusta. Con treinta y seis máquinas de asedio, la muralla de granito blanco recibió la descarga omeya hasta que los soldados cordobeses entraron en la ciudad frustrando los deseos de independencia zaragozanos.

## Consecuencias
Después de ocupar Saraqusta, Tsalaba ibn Obaid hostilizó el país de los vascones atacando Pamplona y se dirigió hacia el este, atacando los dominios de Galindo Belascotenes, señor de las tierras de Sobrarbe. Asediando el castillo de Galindo, de ubicación desconocida, persiguió por las montañas a quienes se le opusieron.
La frontera franca se fue expandiendo lentamente hasta que en 795 se creó la marca hispánica uniendo los condados de Gerona, Cardona, Osona y Urgel, dentro del ducado de Septimania.